# Mirror’s Edge
A Mirror’s Edge egy belső nézetes platformjáték, amit az EA Digital Illusions CE (DICE) fejlesztett és az Electronic Arts kiadásában jelent meg. 2007. július 10-én jelentették be a játékot, és 2008 novemberében jelent meg PlayStation 3 és Xbox 360 platformokra, majd két hónappal később a Microsoft Windows változat is megérkezett. A játék az Unreal Engine 3 grafikai motort használja, amihez egy új bevilágítási eljárást dolgoztak ki az Illuminate Labs és a DICE programozói.
A játék meglehetősen élénk színű képi világgal rendelkezik, és abban különbözik a legtöbb belső nézetes játéktól, hogy többfajta mozgáslehetőséget enged meg a főhős számára, mint például különböző akadályok alatt átcsúszás, falakon futás vagy a szegélyeken egyensúlyozás, a képernyőn pedig nincsen semmilyen kijelző (HUD), valamint a játékos az egyes mozdulatsorok következtében a karakter kezét és lábát is megpillanthatja, ami a valódi mozgás illúzióját próbálja kelteni. A játék egy jövőbeli disztópia képét tárja a játékos elé, ahol a kormány mindent az ellenőrzése alatt tart, de létezik egy hálózat, aminek tagjai a futárok (runners), akik a cenzúrát kijátszva juttatják el a fontos üzeneteket az adott ügyfeleknek, és a főszereplő hölgy, Faith is csatlakozott hozzájuk. A futárokra jellemző, hogy a városban máshogy közlekednek: tetőkön keresztül, falakon futva, szellőzőjáratokban kúszva, az akadályok legyőzésében pedig a parkour által inspirált mozdulatok lesznek a játékos segítségére.
A Mirror’s Edge jellemzően pozitív fogadtatásban részesült, a Metacritic oldalán 44 értékelés alapján a PC-s változat 81 pontos átlaggal bír. A kritikusok díjazták a játék egyediségét, míg a gyenge történeti szál, a rövid játékidő és a játékmenet „trial and error” mivolta miatt kapott negatív kritikákat. 2010. április 1-jén jelent meg a játék oldalnézetes változata iPadre, kicsit később, szeptember 2-án pedig iPhonera.
A Mirror’s Edge a készítők elképzelései szerint egy trilógia alapjait képezné, az epizódokon átívelő történettel. Az eladási mutatók azonban nem váltották be az elvárásokat, így a folytatással kapcsolatban bizonytalan a helyzet, annak ellenére, hogy időről időre nyilatkozatokon keresztül megerősítik a második rész fejlesztésének tényét. 2013. június 10-én az Electronic Arts az E3 alkalmával bejelentette, hogy az új Mirror’s Edge játék egy reboot lesz, amiben Faith egy teljesen új eredettörténetet kap.

## Játékmenet
A Mirror’s Edge játékban Faith irányítása lesz a játékos feladata, általában tetőkön vagy a jellemzően szellőzőjáratok segítségével megközelíthető belső helyszíneken, amikhez a főhősnő mozgékonyságát kihasználó, parkour mozdulatokat alkalmazhat a játékos. Owen O’Brien producer szerint a fő céljuk az volt a játék megalkotásakor, hogy a valós mozgás érzését keltsék és a környezettel való interakciók során a mozdulatokban olyan szabadságot biztosítsanak, amilyet belső nézetes játékokban még nem lehetett megtapasztalni. A cél érdekében a kamera szorosabban követi a karakter mozgását. Amikor például a játékos nagy sebességgel kezd rohanni, a képernyő is gyorsabban fog fel-le rázódni vagy ha a karakter megpördül, a kamera is vele fordul. Faith testrészei is láthatóak egyes mozdulatok elvégzésekor, például egy nagyobb ugrásnál a kezei és a lábai.
A játékmenet szempontjából fontos lesz a karakter lendülete, ugyanis figyelni kell ennek a fenntartására az összefüggő mozdulatsorok lebonyolításához. Amennyiben nincs meg a kellő lendület valamilyen tárgyon keresztüljutni, abban az esetben akár a mélybe is zuhanhat. A kezelést próbálták egyszerűre megoldani, az irányítás ugyanis helyzetfüggő: az előre gomb például az akadályokon való átjutásra is szolgál (átugrani vagy megmászni valamit, de kötélpályákon való lesiklásnál is ez használható), míg a hátra gombbal a főhős csúszhat, bukfencezhet vagy guggolhat. A játékos segítségére lesz az úgynevezett „Runner Vision” rendszer, ami a továbbhaladás szempontjából fontos útvonalat piros színnel jelzi, (ahogy a játékos közelít felé, egyre erősebb tónusú lesz a kiemelés) így pedig nem törik meg a lendület, egyből felismerhetőek a továbbhaladási vagy menekülési útvonalak. Ahogy a játékos halad a történetben, természetesen csökken ezeknek a segítségeknek a száma és már csak a végcél lesz kiemelve, illetve adott a lehetőség a rendszer kikapcsolására is. Egy másik lehetséges segítség a „Reaction Time” rendszere, ami egyfajta lassított mód, amit aktiválva játékos anélkül tudja megtervezni az útvonalát, hogy közben levesztené a lendületét vagy az előnyét az ellenfelekkel szemben, de a harcok során is jelentős könnyítést nyújt.
Bár Faith képes a megszerzett lőfegyverek használatára, O’Brien leszögezte, hogy ez egy akció-kaland játék és nem lövöldözős játékként akarják eladni; a hangsúly ugyanis a belső nézeten van, nem pedig fegyveres harcokon. Az elsődleges cél mindig megtalálni a legjobb útvonalat, míg a harc csak másodlagos szerepet tölt be. Amennyiben a játékos lőfegyver használata nélkül viszi végig a játékot, egy achievementet is kaphat, ez is arra ösztönzi az embereket, hogy a harc helyett egyéb lehetőségeket válasszanak. Fegyvereket az ellenségtől lehet elvenni, de mivel Faith nem hord magánál lőszert és az ellenfelektől sem veszi el, így ha a tárból elfogytak a töltények, eldobja a fegyvert. Ezenfelül a fegyverek súllyal is rendelkeznek, minél nehezebbek, annál jobban lassítják le a főszereplő mozgását, így érdemes megfontolni, hogy szükséges-e a továbbjutáshoz feláldozni Faith mozgékonyságát. Sérülések esetén a képernyő széle pirosodni kezd, és a színek elfakulnak, ám a legtöbb modern játékhoz hasonlóan az életerő újratöltődik.
A történet mellett elérhető egy Time Trial mód is, amiben a játékos célja egy adott pályaszakasz minél rövidebb idő alatt történő teljesítése lesz. Az eredmények feltölthetőek online ranglistákra, illetve egy másik játékos szellemképe is bekapcsolható, ami megmutatja, hogy mit kellene a játékosnak túlteljesítenie. Az újabb kihívások a történet előrehaladtával válnak elérhetővé. Tom Ferrer producer szerint a Time Trial pályaszakaszok kis méretűek és rövidek, így a játékost ösztönzi arra, hogy a jobb időeredményért újra és újra nekifusson, míg egy teljes pályánál erre valószínűleg kisebb hajlandóságot mutatna.
Az iOS változat irányítása a játékos érintéseivel történik. A készülék bal, illetve a jobb oldalának megérintésével Faith elindul az adott irányba, sebességét azonban a játékos közvetlenül nem befolyásolhatja: ekkor folyamatosan gyűlik lendülete, míg valamilyen akadályba nem ütközik, vagy a mélybe nem zuhan. Ha a játékos az ujját felfelé mozgatja, akkor a főhős ugrik, mászik vagy a falon fut, ha pedig lefelé, akkor átcsúszhat az akadályok alatt, illetve levegőből érkezvén bukfencezés lesz a mozdulat eredménye. Lehetőség lesz továbbá kötélpályákon lecsúszni, illetve a gerendákon való egyensúlyozást a játékos a készülék valamilyen irányba történő megdöntésével befolyásolhatja. A lőfegyveres harcok ebből a változatból teljesen eltűntek, így az ellenfelek ártalmatlanítására közelharci mozdulatokat vethet be a játékos. Az ellenség főként pisztollyal rendelkező rendőri erőkből fog állni, de gépfegyverrel felszerelt helikopterek támadásait is túl kell majd élni. Amikor Faith a közelükbe ér, az idő lelassul, hogy a játékos könnyebben tudjon reagálni. Az ellenfelekkel való találkozáskor egy lefelé irányuló mozdulatnak becsúszás, illetve gurulás lesz az eredménye, ami elgáncsolja az ellenséget, felfelé pedig levegőből rúgás. Ha az ellenfél irányába húzza el ujját a játékos, akkor egy leszerelő mozdulatsort hajthat végre. Ha nem cselekszik időben, akkor az ellenfelek leütik, amivel megtörik lendületét, valamint folyamatosan lövéseket adnak le a főhősre, életerejének csökkenését a vörösödő képernyő jelzi. Ha lelövik vagy lezuhan a tetőről, akkor az előző mentési ponthoz kerül vissza, ezeket piros színnel jelölt radar tányérok és megfigyelő kamerák jelzik. A többi változattal ellentétben többjátékos mód is került ebbe a verzióba: a Race során a másik játékosnál kell gyorsabban teljesíteni az adott pályaszakaszt, míg a Rivals módban meghatározott idő alatt kell több táskát összegyűjteni. Ilyenkor az iPad képernyője két részre osztható, így egy készüléken lehet ketten játszani.

## Történet

A játék során végig belső nézetből látja a játékos az eseményeket, leszámítva az átvezető jeleneteket.

A Mirror’s Edge egy meg nem nevezett, utópisztikus városban játszódik, ahol jólét uralkodik és a bűnözést szinte teljesen megfékezték. Ez az állapot azonban a zsarnoki eszközökben bővelkedő, totális állam létrejöttének következménye, ami mindent a megfigyelése alatt tart, befolyásolja a médiát, és számos koncepciós per zajlik, miközben igyekeznek a látszatdemokráciát fenntartani. A cselekmény kezdete előtt 18 évvel egy tüntetés alkalmával a karhatalom tüzet nyitott a tömegre, ami számos civil áldozatot követelt. A történet elején épp a városi választások közelednek, az új jelölt, a liberális szellemiségű Robert Pope a tisztséget betöltő Callaghan polgármester kihívója.
Owen O’Brien szerint a Mirror’s Edge azt a kérdéskört feszegeti, hogy mennyit volna hajlandó az egyszeri ember feláldozni a szabadságából, hogy cserébe kényelmes életvitelt folytathasson; nem csupán egy lány harcáról szól a fennálló rendőrállammal szemben, a történet kicsit összetettebb annál. Az egy évadot megélt amerikai sci-fi sorozat, a Firefly és annak mozifilmes mellékszála, a Serenity szerepelt a fejlesztők főbb inspirációi között.
„A másik dolog, amit meg akartunk jeleníteni, hogy az emberekre nem lehet rákényszeríteni bizonyos törvényeket és társadalmi berendezkedést, még akkor sem, ha az jobb életet biztosítana. A sorozatban és a filmben is szereplő Szövetség (Alliance) is hasonló: Nem egyszerűen egy gonosz hatalomról van szó, mert az emberek számára élhető feltételeket akar teremteni, a módszereiben azonban szélsőséges és mindent az irányítása alatt akar tudni. Ez a fajta túlzott elhivatottság jelenik meg a Mirror’s Edgeben is.”

### Szereplők
A játék főhőse a 24 éves Faith Connors, akinek egy jellegzetes tetoválás látható a jobb szeme alatt, ami a játék logója is egyben. (A karaktert Jules de Jongh szólaltatja meg, aki a The Witcher című lengyel szerepjáték Triss Merigoldjának is a hangját kölcsönözte.) Foglalkozását tekintve futár: szakmája az elnyomó rezsim szülte kényszerűségből jött létre, mivel a telefonos és az internetes kommunikációt megfigyelés alatt tartják, a futárok feladata, hogy az információkat bizalmasan juttassák el a megrendelőhöz. Faith gyűlölete a rendszer iránt nagyrészt a múltjához kötődik, szülei ugyanis a Libertas mozgalom vezéralakjai voltak, ami az elnyomó rendszer ellen kívánt fellépni, anyja azonban „novemberi zavargások” alkalmával életét vesztette (November Riots – Ez egy békés tüntetéssorozatként indult Robert Pope szervezésében, azonban a kivezényelt rendfenntartó erők ok nélkül erőszakot alkalmaztak, amivel elfojtották a további, hasonló törekvéseket.), apja pedig összeomlott a gyász terhe alatt. Faith, aki ekkor 16 éves volt, elhagyta családját és az utcai életet választotta, kisebb bűntényekből élt. Az egyik betörése során rajtakapták, Mercury (általában csak Merc néven említik) azonban, aki korábban futár volt, úgy döntött, szárnyai alá veszi és kiképezi a főhőst és a játék során megbízásokkal látja el, küldetései során pedig rádiókapcsolat segítségével információkat továbbít Faith számára. A történet során feltűnik továbbá Faith ikertestvére Kate, aki szinte teljes ellentéte nővérének és csatlakozott a rendőrség kötelékéhez, illetve más futárok is, például Celeste (Cel) és Kreeg, vagy az exfutár Jacknife.

### Cselekmény

A fegyveres harcokat, illetve azok kidolgozását számos kritika érte.

Faith egy korábbi akció során megsérült, ezért a játék kezdetén egy rövid (az irányítás alapjainak elsajátítására szolgáló) oktató részt kell elvégeznie a játékosnak, majd ezután újra munkába állhat. A küldetés során jelentős rendőri ellenállásba botlik, a szállítmányt átadja Celestenek, majd felugrik egy helikopterre, így megmenekülve üldözőitől. Faith Merc búvóhelyén várakozik, míg mentora kideríti, hogy mivel vívta ki a főhős a rendőrség kiemelt figyelmét. Kártyavárat épít és hallgatja a rendőrségi rádióüzenetet, amiben hallja, hogy húga Robert Popehoz megy tárgyalni az előző héten történt betöréssorozatokkal kapcsolatban, nem sokkal később azonban lövéseket jelentenek a találkozó helyszínéről és Faith egyből elindul, mert aggódik testvéréért. Amikor megérkezik, holtan találja a család régi barátját, húga pedig elmondja, hogy Pope a betörések miatt kereste fel, de valójában Faithről akart beszélgetni, majd megtámadták őket. Kate eszméletét vesztette, a fegyverével megölték a politikust, naplóját pedig elvitték. Egy megtépett cetlidarabot elemel az asztalról ("Icarus to the highest" felirat olvasható rajta) és megígéri, hogy megpróbál testvére ártatlanságáról bizonyítékot szerezni, majd ismét menekülésre kényszerül és még egy gépfegyveres rendőrségi helikoptert is ki kell játszania.
Amikor visszatér a menedékbe, a cetliről tanakodnak, végül Faith kénytelen belátni, hogy csak Jacknife segíthet. Miután kisebb konfliktusok árán eljut a találkozóhelyre, Jacknife elszalad, őt kell végül utolérni, majd megoszt némi információt. Pope rajongott a birkózásért, így egyik biztonsági emberének a Travis Burfield, avagy Ropeburn néven emlegetett sportolót tette meg, ám az új nyom kivizsgálása előtt felkeresi Kate főnökét, Miller hadnagyot és megmutatja neki az elhozott bizonyítékot. Ropeburn irodájának szellőzőjáratában haladva egy telefonbeszélgetést hall, amiben egy találkozó időpontját egyeztették, illetve az Icarus projektről és a testvérpárról is szó esik. Faith tájékoztatja Millert, aki fegyverével megpróbálja rávenni a főhőst, hogy adja fel magát, Kate pedig ezáltal szabad lehessen. Faith megszerzi a másik pisztolyát és patthelyzetbe kerülnek, visszaadja a fegyvert, Miller végül pedig hagyja, hogy folytassa a magánnyomozást.
Követi a Ropeburnt szállító helikoptert, majd látja, hogy Millerrel beszélget és gyanítja, hogy ő kereste korábban telefonon Ropeburnt. Amikor Faith közelebb próbál kerülni, a birkózó észreveszi és rátámad, ám a harc során a főhős lelöki a tetőről. Még meg tud kapaszkodni egy csőben, ekkor elárulja egy másik találkozónak a színhelyét, azután Faith megpróbálja felhúzni és további információkat megtudni, de egy mesterlövész végez vele és lezuhan. A rendőrség őt tartja felelősnek Ropeburn haláláért, így ismét menekülnie kell, ezúttal a metró- és szervizalagutakon keresztül. Mielőtt még elindulna a New Eden plázába a találkozóra, még visszatér a búvóhelyre, ahol Celeste a motivációiról kérdezi, illetve Faith a múltjából is felfed néhány részletet. Mivel körözés alatt áll, így csak nehézségek árán jut el a helyszínre, a merénylő azonban észreveszi és menekülésbe kezd, majd csapdába csalja a főhőst, aki végül megmenekül a géppisztolyos kommandó alakulat elől. Faith ismét Jackknife nyomába ered és megkérdezi, hogy ő árulta-e el. Letagadja, és azt válaszolja, hogy ha holtan akarná látni, akkor már megölte volna. Faith hisz neki és elengedi, további nyomok hiányában pedig Pirandello Kruger (PK) biztonságtechnikai magáncég irodájába megy, mivel a nyomozása során már több alkalommal is előkerült a cég. (A rendőrségnek ők nyújtják a legfőbb segítséget a futárok megfékezésében.)
Beszivárog az épületbe és eljut az alsóbb szintekre, ahol egy számítógépet talál és megtudja, hogy az Icarus projekt valójában egy kiképzőprogram a rendőrség emberei számára, hogy a futárokkal eredményesen fel tudják venni a versenyt és elpusztítsák őket, majd egy kamera képén megpillantja a merénylőt, aki valahol a kikötő felé lehet. Ezután több, a program által speciálisan kiképzett ügynök ered a nyomába, Faith pedig felugrik egy vonat tetejére és egérutat nyer. Merc figyelmezteti a többi futárt a rájuk leselkedő veszélyre, míg Faith a dokkok felé veszi az irányt, ahol elrejtőzik egy teherautóban, hogy feljusson a hajóra. Végül kisebb hajsza után elkapja a merénylőt és kiderül, hogy valójában Celeste az, "aki élni akar végre ahelyett, hogy minden napja a túlélésről szóljon". A rendőrség a helyszínre ér, így Celeste el tud menekülni, Faith pedig azt a hírt kapja, hogy testvérét a bíróság bűnösnek találta. Egy támadás tervei bontakozódnak ki a rabszállító konvoj ellen, hogy kiszabadítsák húgát.
Faith számára elhelyeznek egy mesterlövészpuskát, amivel szétlövi a szállítójármű motorját. Kimenti testvérét és Merc gondjaira bízza, amíg ő félrevezeti a rendőröket, azonban a búvóhelyet megtalálják és rajtaütést hajtanak végre; mire Faith visszaér, Merc súlyosan megsebesült és elmondja merre találja testvérét (a Shard nevű épületben, ami a város irányításának központja, itt található Callaghan polgármester irodája is), majd a karjai közt hal meg.
A helyszínen összefut Millerrel, aki kimenti egy szorult helyzetből, valamint feltartóztatja az erősítést és a megfigyelőszobából információkkal segíti, miközben testvére megmentésére siet. Amikor a felsőbb szintre ér, Miller elmondja, hogy az ajtók kinyitásához meg kell rongálnia a szervereket, amivel egy biztonsági eljárást aktivál, de sietnie kell, mert egy helikopter közelít, ezután viszont elveszíti vele a kapcsolatot. A leszállópályán Jacknife várja és egy pisztolyt szegez a testvérére. Elmondja, hogy Celeste-hez hasonlóan ő is összejátszott a kormánnyal, részt vett az Icarus projektben és az összes futárt elő akarta csalogatni. A helikopter felszáll, Faith azonban fel tud rá ugrani, kilöki az árulót, testvérével pedig még éppen ki tudnak ugrani a zuhanó helikopterből.
A készítők listája közben egy híradás hallható, amiből kiderül, hogy Faith és Kate továbbra is körözés alatt állnak, az Icarus projektet támogatók száma is jelentősen növekedett, hogy hasonló ne fordulhasson elő. Felhívták a figyelmet, hogy az emberek kerüljék a telefonon és e-mailen keresztül történő információcserét, amíg a károsodott megfigyelőrendszereket újra működésbe nem hozzák.

## Fejlesztés és megjelenés

Az átvezető jelenetek anime jellegű képsorai a kritikusokat és a játékosokat egyaránt megosztották.

2007-ben a DICE kreatív igazgatója a GameIndustry.biz portálnak elmondta, hogy a stúdió egy újabb Battlefield rész helyett valami másfajta, érdekes játék tervét szeretné megvalósítani.
2007 júniusában a Computer and Video Games felfedte, hogy a játék címe Mirror’s Edge lesz és „felrázza majd a first-person shooterek műfaját”. 2007. július 10-én az Electronic Arts hivatalosan is bejelentette a játékot, majd 2008 februárjában a San Franciscó-i Game Developers Conferencen a játékmenetből mutattak részleteket. 2008. május 6-án a Sony PlayStation Day alkalmával egy bemutató videó került a nagyközönség elé.
A játék művészeti irányvonala a játékmenetből bontakozott ki. Azt a benyomást akartuk a játékosokban kelteni, hogy ez egy nagyon gyors világ, amin keresztül sebesen lehet haladni egyik helyszínről a másik felé. Kezdetnek az összes színt eltüntettük és csak a pirosat hagytuk meg [hogy a játékosok számára az utat jelöljék] … Olyan játékot akartam teremteni, hogy amikor valaki ránéz egy képre a játékból, egyből rá tudja vágni: „Jéé, ez a Mirror’s Edge-ből van!”.
A Mirror’s Edge nagy hangsúlyt fektet az egyedi, elkülönülő vizuális stílusára; a külső helyszíneknél főleg a fehér szín dominál, zöld pedig szinte nem is látható, a fő színek (piros, zöld, kék) pedig szándékosan lettek kihangsúlyozva. Owen O’Brien szerint ez a döntés azt hozza magával, hogy a játékosok jobban tudnak fókuszálni a Runner Vision nyújtotta iránymutatásra, valamint ez a rendszer jól használható az életerő mutatására is: amikor lecsökken, a színek fakulni kezdenek. A Mirror’s Edge fejlesztése még azelőtt kezdődött el, hogy a saját készítésű Frostbite Engine munkálatai befejeződtek volna, így a játékhoz az Epic Games Unreal Engine 3 nevű motorját használták fel, amihez az Illuminate Labs és a DICE programozói egy új bevilágítási eljárást dolgoztak ki, ami a „Beast” nevet kapta; ez hozzájárult a Mirror’s Edge stílusának kiemeléséhez, például a fény mellett a színek is tükröződnek.
Hogy a játékosok émelygését elkerüljék, egy (kikapcsolható) szálkeresztet helyeztek el a képernyő közepére, ez a célzást is segíti és fókuszpont is egyben. Ezen kívül semmilyen kijelző nincs a játékban.
A Mirror’s Edge demója a játék bevezető fejezetét tartalmazta és 2008. október 30-án jelent meg a PlayStation Store, egy nappal később pedig az Xbox LIVE Marketplace kínálatában. November 7-én bejelentik, hogy aranylemezre került a játék és a konzolos változatok kiszállítása 13-án kezdődik meg. 2009 januárjában pedig a Games for Windows változatok is megjelentek. A Windows változat támogatta az Nvidia PhysX technológiát, ami részletesebb fizikai effekteket biztosított, ami például a füstön és az üvegfelületeken volt megfigyelhető. A játék a SecuROM v7.x másolásvédelmi eljárását (DRM) tartalmazta, ami online hitelesítést igényel, a Steamen vásárolt változat viszont másolásvédelem nélkül elérhető. (DRM-free)
Tim Langdell, az Edge Games vezetője, beperelte a játék kapcsán az azt kiadó Electronic Arts vállalatot, mivel véleménye szerint a játék kiadásával megsértették a cég korábbi védjegybejegyzését, válaszul pedig az EA ellenkeresetet nyújtott be a szabadalmi hivatalhoz, hogy töröljék a Langdell cégének védjegyét. A perben a bíróság igazat adott az Electronic Artsnak és ejtették az ellene folyó pert, az Edge bejegyzését pedig törölték.

### Képregények
A 2008-as Comic-Con alkalmával a DICE bejelentette, hogy a DC Comics (azonbelül a WildStorm) készít egy limitált kiadású képregény-adaptációt a játékhoz. A képregény hat megjelent számához Matthew Dow Smith készítette az illusztrációkat, az írója pedig Rhianna Pratchett volt.

### Zene
2008. október 7-én az EA bejelentette egy remix album érkezését, ami a svéd Lisa Miskovsky "Still Alive" című főcímdalához kötődött. Az album létrehozásában közreműködött többek között Benny Benassi, Junkie XL, Paul van Dyk, a Teddybears és Armand Van Helden. A 2007-es Portal főcímzenéje is ugyanezt a nevet viseli, de ezen kívül nincs közük egymáshoz. Végül a Still Alive – the Remixes 2008. november 11-én jelent meg. Az album a játék PS3, Xbox 360 és PC platformokon megjelent alapkiadásához is hozzátartozott. Májusban Mirror’s Edge Original Videogame Score címmel megjelent egy kizárólag online elérhető változat, amit a svéd Magnus Birgersson (Solar Fields) készített.

## Fogadtatás
| Összegzőoldal | Értékelés |
| ------------- | --------- |
| GameRankings  | 80%       |
| Metacritic    | 81/100    |

| Szerző        | Értékelés |
| ------------- | --------- |
| CVG           | 8,3/10    |
| Eurogamer     | 8/10      |
| GameSpot      | 7/10      |
| GameStar (HU) | 84/100    |
| IGN           | 8,5/10    |
| PC Guru       | 80/100    |

A Mirror’s Edge főleg pozitív kritikákat kapott, a Metacritic oldalán a PC-s változat 81 pontos, míg a PlayStation 3 és Xbox 360 változatok 79 pontos összesítéssel rendelkeznek. A Official Xbox Magazine a 10-ből 9.5 ponttal díjazta és a briliáns, mozgásra épülő játékmenetet méltatta. A Play 9 pontot adott a játékra, a GameTrailers.com pedig 8.3-at.
A Computer and Video Games szintén pozitívan értékelte: „Egyedülálló, briliáns élmény, még ha az a néhány rövid lövöldözős rész nem is ér fel a játék színvonalához.” Az IGN 8.3-as pontszámmal zárta értékelését, kiemelve, hogy egy izgalmas és stílusos játék született, amivel a fejlesztők mertek kockáztatni, bár a sorozat első részeként még nem volt kellően kiforrott.
A GameSpot szerint maga a játékmenet magával ragadó volt, ám annak gyorsasága következetlenül ingadozott. Ian Bogost (Gamasutra) dicsérte a játék eredetiségét és olyan FPS-nek nevezte, ami „elveszi a játékosok kedvét az értelmetlen lövöldözéstől.”
Az Edge 5 pontot adott a játékra 10-ből, a pályákat túl kötöttnek találták (Bár több lehetőség is van az fejlesztők által megtervezett útvonalak közül választani.) és a küldetések között sincs lehetőség szabad játékra, egyből jön a következő. A The Guardian kiemelte a rövid játékidőt, illetve a játékmenet „trial and error” mivoltát, amit többen is kritizáltak.
Bár az Eurogamer 8 ponttal díjazta a játékot, megjegyezte, hogy a történetvezetés nem túl egyenletes, maga a játék pedig megosztja majd a játékosokat: Lesz, aki eltekint majd a játék hibáitól, míg a másik oldal soha nem fogja majd a játék igazi zsenialitását elismerni; egyúttal mindkét álláspont kellően megalapozottnak tartják.
Az 576 KByte tesztje a konzolos változatok alapján készült, ebben kiemelték az innovatív alapötletet, a pazar és egyedi látványvilágot, illetve az egyedi főhőst, ám az összképet mégis felemásnak és hiányosnak tartotta a cikk írója. Negatívumként jelenik meg, hogy a könnyen elsajátítható mozdulatok a későbbi pályákon nem nyújtanak újdonságot, illetve más fejlődés sem tapasztalható, így a játékmenet monotonná válik. Ezen felül a közelharci részeket és a fegyveres harcokat túlságosan leegyszerűsítettnek vélte. A belső terek és azon belül egyes részletek kidolgozása elnagyolt, ráadásul a játék világa teljesen statikus, egyetlen tárgy sem mozdítható. A képregényszerű átvezető jelenetek színvonala nem éri el a 2008-as szintet, illetve a hangulatuk sem fog mindenkinek tetszeni. A cikk tanulsága szerint ötletes alapokból végül banális és semmitmondó történet bontakozott ki, a karakterek kidolgozása felületes, a pályafelépítés pedig lineáris, kevés alkalom lesz arra, hogy a játékos elakadjon rajtuk. A játék története 8 egyre rövidülő pályán ível keresztül, ami hamar végigjátszható, emellett a többjátékos mód hiánya is csökkenti a szavatosságát. Összességében úgy ítélték, hogy a jó alapkoncepció nem hozta el a megváltást, amiért a játékba kerülő kevés tartalom okolható, bár elismerték, hogy a benne rejlő potenciált kidolgozottabb történettel, új mozgási lehetőségekkel és multiplayer móddal sikeresebben kiaknázhatták volna. Végül 7.7 pontra értékelték a játékot a 10-ből.
A GameStar értékelése szerint az érdekesen induló történet könnyen kiszámíthatóvá válik, a játék világáról pedig kevés háttér-információ derül ki. Az átlagos ellenfelek mesterséges intelligenciáját illeték negatív kritikával, valamint az akciórészeket összességében csalódásnak tartják. Dicsérték a játék eredeti színvilágát és a külső helyszíneket, ellenben a belső terek kidolgozása a cikkíró véleménye szerint kevésbé sikerült jól. Megemlítette továbbá, hogy az anime stílusú átvezető jelenetek nem mindenki tetszését fogják elnyerni. A gyakran halállal végződő, több próbálkozást igénylő játékmenet miatt a nyers akcióra vágyó FPS/TPS rajongóknak nem ajánlotta a játékot.
A PC Guru szerint a játéktól sokan forradalmat vártak és ezért kapott csupán 80 százalék körüli értékeléseket, ám a program a bőven élvezhető kategóriába esik. A történetet itt is kritika érte a sablonos és kiszámítható történések miatt, ám elismerik, hogy ennél a játéknál a meggyőző látványra és a sajátos játékmenetre helyeződik a hangsúly. A látványvilágot lenyűgözőnek tartják, annak ellenére, hogy meglehetősen steril világban játszódik. Értékelésük szerint a játék kegyetlenül rövid és több kritikushoz hasonlóan megemlítik a többjátékos mód hiányát is, illetve a kiegyensúlyozatlan harcrendszert.
Legnagyobb negatívumként a szabadság teljes hiányát hozzák fel: a pályatervezés rendkívül kötött és kevés az alternatív útvonal, a városba pedig nem lehet kalandozni. Ezenfelül a küldetések lényegében a „juss be valahova majd menekülj ki”, illetve az „üldözz valakit, amíg el nem kapod” sémára épülnek. Az átvezető jelenetek megvalósítását negatívumként értékelték, a cikkíró véleménye szerint ezeket inkább a játék motorjával kellett volna elkészíteni. A kritika végén sok más teszthez hasonlóan megemlítik, hogy sok lehetőség kimaradt a programból és reményeik szerint a második részre majd pótolják ezeket a hiányosságokat.
A játék iOS változatának fejlesztéséért az ausztrál IronMonkey Studios felelt. Kedvezőbb kritikai fogadtatásban részesült a többi változatnál, a Metacritic összesítésében 10 értékelés alapján 89 ponton áll.
Az IGN értékelésében főként az intuitív irányítást és a grafikát emelte ki, a pályák megjelenítése a nagyobb platformok külsőségeit idézik. A cikk írója, miután kipróbálta a játékot az volt a véleménye, hogy 2D-ben élvezetesebb a Mirror’s Edge, kevésbé frusztráló, hisz nincs szükség kicentizett ugrásokra, végül pedig 8.5 pontra értékelte a 10-ből. Az Eurogamer dicséri a játék részletgazdag grafikáját mely megtartotta az eredeti színvilágát, a főhős animációit, valamint könnyen kézre álló irányítást. Negatívumként hozták fel a harcrendszer kissé suta megvalósítását és 8 pontra értékelték a játék ezen változatát.
A fejlesztők 3 millió eladott példányszámmal kalkuláltak, ám 2009 februárjáig összesen 1 millió játékos vásárolta meg. Egy 2010 októberében született bírósági dokumentumban olyan adatok szerepelnek, miszerint a Mirror’s Edge világszerte 2 milliónál is több eladott példánnyal rendelkezik, Észak-Amerikában pedig 750 ezernél is több fogyott belőle. Az iPhone változatból 37 ezernél is több talált gazdára.
2023. március 21-én az Electronic Arts bejelentette, hogy a Mirror's Edge kivezetésre kerül a digitális áruházakból néhány régebbi Battlefield játékkal együtt 2023. április 28. után. Ez valószínüleg összefügg azzal, hogy 2023 januárjában a Mirror's Edge online funkcióit ellátó szerverek lekapcsolásra kerültek.
A következő napon, 2023. március 22-én viszont egy Twitter-bejegyzésben bejelentették, hogy jelenleg nincsenek tervek arra, hogy kivezessék a Mirror's Edge-t a digitális piacokról, és hogy "véletlenül" került bele a kivezetési bejelentésbe. 

## Letölthető tartalom és a folytatás

A Mirror’s Edge a nagyobb platformok mellett iOS rendszereken is elérhetővé vált.

2008. december 4-én az EA bejelentette, hogy a játékhoz 7 új Time Trial pálya érkezik (A PlayStation 3 változat esetében 8.), valamikor 2009 első hónapjában. Owen O’Brien producer szerint: „A belső nézet mellett a mozgás szabadságát biztosító játékmenet a Mirror’s Edge legkedveltebb tulajdonsága, így egy olyan pályacsomag elkészítését tűztük ki célul, ami ezt az élményt a legjobban vissza tudja adni. Szándékosan választottunk absztrakt pályaterveket, amivel a megszokott játékmenet nyújt új élményt és az alapjátékkal összehasonlítva teljesen más kihívást állít a játékos elé.” A megjelenése végül február 19-re tolódott, amikor is mindhárom platformra elérhetővé vált 10 dolláros áron (Illetve 800 Microsoft pont az Xbox 360 esetében.), azonban a Steamen vásárolt játékhoz nem elérhető.
A játéknak egy oldalnézetes, böngészőben futtatható változata is megjelent Mirror’s Edge 2D néven, amit Brad Borne és az EA 2D közösen készített. Ez az oka annak, hogy hasonlít Borne korábbi, Fancy Pants Adventures című játékához, illetve annak a módosított motorja dolgozik a Mirror’s Edge 2D alatt. 2008. november 11-én jelent meg belőle az első pálya, majd 2009. február 24-én egy 3 pályás béta változat érkezett. A fejlesztő weboldalán az alábbi olvasható: „Annak ellenére, hogy a Mirror’s Edge 2D teljesen készen van, még mindig bétaverzió. Ha bármi hibát találtok benne, nyugodtan írjatok nekünk.”
Az iPhone és iPod Touch változatok 2009. december 2-án kerültek bejelentésre. Szintén oldalnézetes, ám 3D-s grafikai megjelenítéssel bír, illetve 14 pályával és dinamikus kamerakezeléssel, a tervek szerint pedig 2010 januárjában jelent volna meg. Később ez áprilisra módosult, ekkor jelent meg végül az iPad verzió, míg az iPhone és iPod Touch változatokra szeptemberig várni kellett.
2008 októberében Owen O’Brien azt mondta, hogy a hamarosan megjelenő Mirror’s Edge  trilógia alapjait képezné, az epizódokon átívelő történettel. 2009 júniusában az EA Games Europe egyik alelnöke, Patrick Söderlund a VideoGamer.comnak adott interjújában megerősítette, hogy készül a folytatás. 2010 januárjában a DICE munkatársa, Karl-Magnus Trodesson nem kommentált az esetet és elmondta: ők hivatalosan nem jelentették be, hogy dolgoznának ilyen projekten.
2011 februárjában olyan hírek érkeztek, miszerint a Mirror’s Edge 2 fejlesztését szüneteltetik, miután az EA nem volt megelégedve a játék akkori állapotával. Az Electronic Arts továbbá kijelentette, hogy fontos számukra a Mirror’s Edge, de ezt követően nem tettek további nyilatkozatokat. A kiadóvállalat elnöke Frank Gibeau a 2011-es E3 alkalmával megerősítette, hogy a folytatást továbbra is fejlesztik és talán a Frostbite 2 motort fogja használni.
A kiadó a 2013-as E3 konferenciáján egy rövid előzetes levetítése mellett bejelentette a következő Mirror’s Edge játékot, egyelőre megjelenési időpont megadása nélkül, célplatformnak pedig a PC, az Xbox One és a PlayStation 4 lett megjelölve. A játék alcím vagy számozás nélkül fog megjelenni, jelezve, hogy nem folytatás, hanem egyfajta reboot lesz.
A 2015-ös E3 konferencián bejelentették, hogy az új játék neve Mirror's Edge Catalyst lesz, és 2016 február 23-án jelenik meg. Nem lesz benne különálló pályák, se töltő képernyők, egy nagy város lesz ami szabadon bejárható. A játékot a legújabb Frostbite motor hajta.

## Fordítás
Ez a szócikk részben vagy egészben a Mirror's Edge című angol Wikipédia-szócikk ezen változatának fordításán alapul.  Az eredeti cikk szerkesztőit annak laptörténete sorolja fel. Ez a jelzés csupán a megfogalmazás eredetét és a szerzői jogokat jelzi, nem szolgál a cikkben szereplő információk forrásmegjelöléseként.